# NGC 2378
NGC 2378 je dvojna zvijezda u zviježđu Blizancima. 

## Vanjske poveznice
- SEDS: NGC 2378